# 沿岸バス
沿岸バス株式会社（えんがんバス、英語：Engan Bus Co.ltd. ）は、北海道苫前郡羽幌町に本社を置くバス会社である。

## 概要
北海道北西部の留萌地方管内および宗谷地方管内の一部を中心に、主に旧国鉄羽幌線の代替輸送バスとして国道232号などを運行する一般路線バス、「特急はぼろ号」（天塩郡豊富町 - 札幌市）・「特急ましけ号」（留萌市 - 札幌市）および「特急あさひかわ号」（苫前郡羽幌町 - 旭川市）の高速乗合バスを運行する。また、羽幌町市街地を循環運行するコミュニティバスも受託しており、貸切バスや旅行業も手掛けている。
北海道のバス事業者では初となる、オリジナル萌えキャラクターを使用した乗車券「萌えっ子フリーきっぷ」を発売しており、萌えっ子キャラクターのラッピングバス運行やオリジナルグッズの販売も行っている。

## 沿革
- 1926年（大正15年）4月 - 瀧川五郎吉が、羽幌 - 天塩間で乗合旅客運送事業を開始
- 1944年（昭和19年）9月 - 戦時統合で道北乗合自動車（道北バスの前身）に統合
- 1952年（昭和27年）6月 - 沿岸バス株式会社を設立して、道北乗合自動車から路線を譲受して開業
- 1954年（昭和29年）3月 - ハイヤー・タクシー事業を開始
- 1964年（昭和39年）6月 - 北海道中央バスと相互乗り入れにより特急留萌札幌線（北海道中央バスは特急札留線）運行を開始
  - 同時期に天塩炭礦鉄道（現　てんてつバス）も現国道275号経由路線を併願したが、両社の反対により認可が下りなかった。
- 1975年（昭和50年）9月
  - 株式会社沿岸ハイヤーを設立。乗用部門を沿岸ハイヤーへ譲渡
  - 特急留萌札幌線を廃止
- 1983年（昭和58年）5月 - 別苅雄冬線が運行開始[3]（冬季運休）
- 1984年（昭和59年）12月28日 - 豊富営業所 - 札幌東急ホテル間に都市間バス「特急はぼろ号」を運行開始
- 1987年（昭和62年）3月31日 - 国鉄羽幌線が廃止。留萌 - 幌延間の代替輸送を開始[4]
  - 幌延駅に同社の幌延出張所・幌延車庫および滞泊所を新設
  - 羽幌ターミナルを新設（旧羽幌駅付近）。沿線自治体が天塩・遠別・初山別・古丹別および上平ターミナルを相次いで設置
  - 快速幌延旭川線を新設
- 1991年（平成3年）5月 - 国道231号大別苅トンネル開通に伴い、特急はぼろ号増毛経由便を運行開始。別苅雄冬線は通年運行
- 1993年（平成5年）9月 - 特急はぼろ号および同ましけ号が札幌駅バスターミナルに乗り入れ開始（乗り場は中レーン11番）
  - 北海道中央バスの滝浜線、札浜線も雄冬に乗り入れ。一部の便を接続。
- 2004年（平成16年）10月1日 - 遠別泉源線を廃止。天塩町がみやび観光に運行委託。
- 2005年（平成17年）
  - 4月1日 - 遠別天塩線を廃止。登別温泉送迎バス（わくわく号）運行終了。
  - 8月27日 - インターネット匿名掲示板「2ちゃんねる」ユーザーを対象とした2日間のバスツアーを実施[5]。
  - 11月1日 - 2ちゃんねるの当時の管理人西村博之が監修したオリジナルチョロQ「増毛（ましけ）チョロQ」を発売。パッケージにアスキーアートが仕込まれて話題となる[6][7][8]。
- 2006年（平成18年）
  - 4月1日 - 天塩更岸線を新設
  - 5月1日 - 学生対策便として更岸遠別線を新設
  - 8月25日 - 2ちゃんねるユーザーを対象とした、3日間のバスツアーを実施。名羽線に乗り入れて話題となる[5]。
  - 10月1日 - 郊外線を中心にダイヤ改正。留萌別苅線の旧道経由と新道経由を統合
  - 12月1日 - 札幌地区の貸切事業を縮小。観光貸切札幌営業部を札幌営業所に改編、乗合バスの営業所も併設
- 2007年（平成19年）
  - 4月10日 - 留萌市内線のダイヤ改正。萌高スクールを新設
  - 6月28日 - 2ちゃんねるユーザーを対象とした、4日間のバスツアーを実施[5]
  - 10月1日 - ダイヤ改正。羽幌留萌線および留萌小平線の経路変更。急行豊富温泉線を新設
  - 10月6日 - 羽幌炭鉱や名羽線を巡るバスツアーを実施[5]
- 2008年（平成20年）
  - 2月22日 - 「赤字路線バスで行く豊富温泉バスツアー」を実施
  - 5月24日 - 空知支庁管内の産業遺産を巡る「黒歴史と中空知産業遺産」バスツアーを実施
  - 6月1日 - 留萌旭川線の運賃値上げを実施
  - 7月20日 - 千葉県銚子市の銚子電気鉄道公認の東京発着バスツアーを実施[5]
  - 8月5日 - 特急はぼろ号の運賃値上げを実施
  - 9月13日 - 2ちゃんねるユーザーを対象とした、オロロンライン4日間のバスツアーを実施[5]
- 2009年（平成21年）
  - 4月1日 - 増毛ターミナルの窓口を廃止。特急はぼろ号の増毛経由の予約制を廃止
  - 5月1日 - 増毛町 - 豊富町の特定のバス路線が乗り放題になる乗車券「萌えっ子フリーきっぷ」を販売開始[4]。
  - 6月1日 - 大町潮静線にてバイオディーゼル燃料の導入実験を実施。愛称は「萌えっ子バイオディーゼルバス」[9][10]
  - 7月1日 - 羽幌町コミュニティバス「羽幌町内循環バスほっと号」で、トラボルタ制作のVOCALOID巡音ルカの楽曲を流す「トエトのレトロなメロディバス」を運行（8月31日まで）[11][12]
- 2017年（平成29年）
  - 9月1日 - ヤマト運輸と提携の上、豊富留萌線の一部区間で客貨混載を開始[13]
- 2018年（平成30年）
  - 10月 - 「羽幌町内循環バスほっと号」の車両更新。東急バスから東急トランセ代官山循環線で使用していた日野・リエッセ（ステップリフトバス）1台を譲受。寒冷地仕様に改造の上、萌えっ子ラッピングを施して11月から運行[14]。
- 2019年（平成31年）
  - 4月1日 - 留萌市内線ダイヤ改正。従来のほぼすべての系統を廃止して、留萌市内近郊線Aコース・Bコースと日東団地線に統合する大規模な再編を実施[15]。
  - 4月 - 留萌市内近郊線や峠下、増毛方面の路線に系統番号を試験的に付与[16]
- 2019年（令和元年）
  - 8月1日 - ダイヤ改正。豊富留萌線と幌延留萌線を統合して「豊富幌延線」と「幌延留萌線」に再編、同時に系統番号を試験的に付与。また、停留所名の変更を実施[17]
- 2021年（令和3年）
  - 4月1日 - サロベツ線を廃止[18]
  - 10月1日 - ダイヤ大幅改正。系統番号を正式採用[19]

- 2022年（令和4年）
  - 6月1日 - 遠別営業所、豊富営業所における貸切営業を廃止して出張所に縮小

- 2023年（令和5年）
  - 4月1日 - 羽幌ターミナル - 旭川駅前間に都市間高速バス「特急あさひかわ号」を運行開始
  - 10月1日 - 天塩更岸線（天塩町内）を廃止

- 2024年（令和6年）
  - 4月1日 - 羽幌古丹別線を廃止
  - 10月1日 - 別苅雄冬線（増毛町内）を廃止[3]

- 2025年（令和7年）
  - 4月1日 - 特急はぼろ号・留萌市内近郊線・上平古丹別線の各ダイヤ改正

## 主要事業
- 高速バス
- 路線バス
- 貸切バス
- 国内旅行業
- オリジナルグッズ販売（萌えっ子グッズ、バスガイドリカちゃん・チョロQ他）

## 事業所
本社
北海道苫前郡羽幌町南3条2丁目2番地2
- 本社ターミナル・沿岸ハイヤーを併設。
- 本社ターミナルは昭和30年代に現在地に建設された。古くは「羽幌ターミナル」と呼ばれていたが、国鉄羽幌線の廃止に伴い、旧駅跡付近に新設されたバスターミナルを「羽幌ターミナル」として、従来のバスターミナルを「本社ターミナル」と改称した（羽幌駅#羽幌ターミナルも参照）。
- 1階には待合室と発券窓口が設置されており、回数券や定期券、特急はぼろ号の予約・発券を取り扱う。2階は同社の本社として使用されている。のりば番号は設定されていないが、4台分のバスが同時発着可能。

留萌営業所
北海道留萌市明元町4丁目23
羽幌営業所
北海道苫前郡羽幌町南7条4丁目22番地1
- 羽幌ターミナルを併設。

遠別出張所
北海道天塩郡遠別町字本町1丁目1番地2
- 営業所から改編されたが停留所名は「遠別営業所」のままである。上り便は構内で、下り便は国道232号沿いの路上で乗降を扱う。遠別町の中心部に位置し、施設1階に待合室と発券窓口が設置されている。回数券や定期券、特急はぼろ号の予約・発券を取り扱うが人員配置の関係から曜日限定である。また、車庫は近年取り壊された。
- 営業所とは別に、町内の本町6丁目の旧遠別駅跡地に遠別町がバス待合所を建設して、そこに遠別バスターミナル（停留所名は「遠別」）が設置されており、特急はぼろ号を除く全便が停車する。

豊富出張所
北海道天塩郡豊富町大通5丁目
- 待合室と発券窓口が設置されており、回数券や定期券、特急はぼろ号の予約・発券を取り扱う。

札幌営業所
北海道北広島市大曲工業団地1丁目9-4
留萌駅前待合所
北海道留萌市栄町1丁目62-2
- 待合室と発券窓口が設置されている。羽幌・増毛方面は待合所向かい側にて乗降を扱う。

留萌十字街待合所
北海道留萌市本町3丁目60　留萌十字街西ビル1階

### 廃止事業所
幌延出張所
北海道天塩郡幌延町1条南1丁目 JR北海道幌延駅内
- 2013年2月16日をもって閉鎖（窓口業務は前日の16時をもって終了）

増毛ターミナル
北海道増毛郡増毛町暑寒町1丁目
- 旧増毛駅から1kmほど離れた暑寒町1丁目（国道231号沿い）に所在。留萌別苅線と特急はぼろ号（増毛経由）が停車していた。ターミナル構内にパーク&ライド用駐車場を設置していた。北海道中央バスの日本海るもい号も乗り入れていた。
- 2017年4月1日廃止。停留所の名称は「暑寒町1丁目」へと変更された。その後、ターミナルは解体され現存しない。

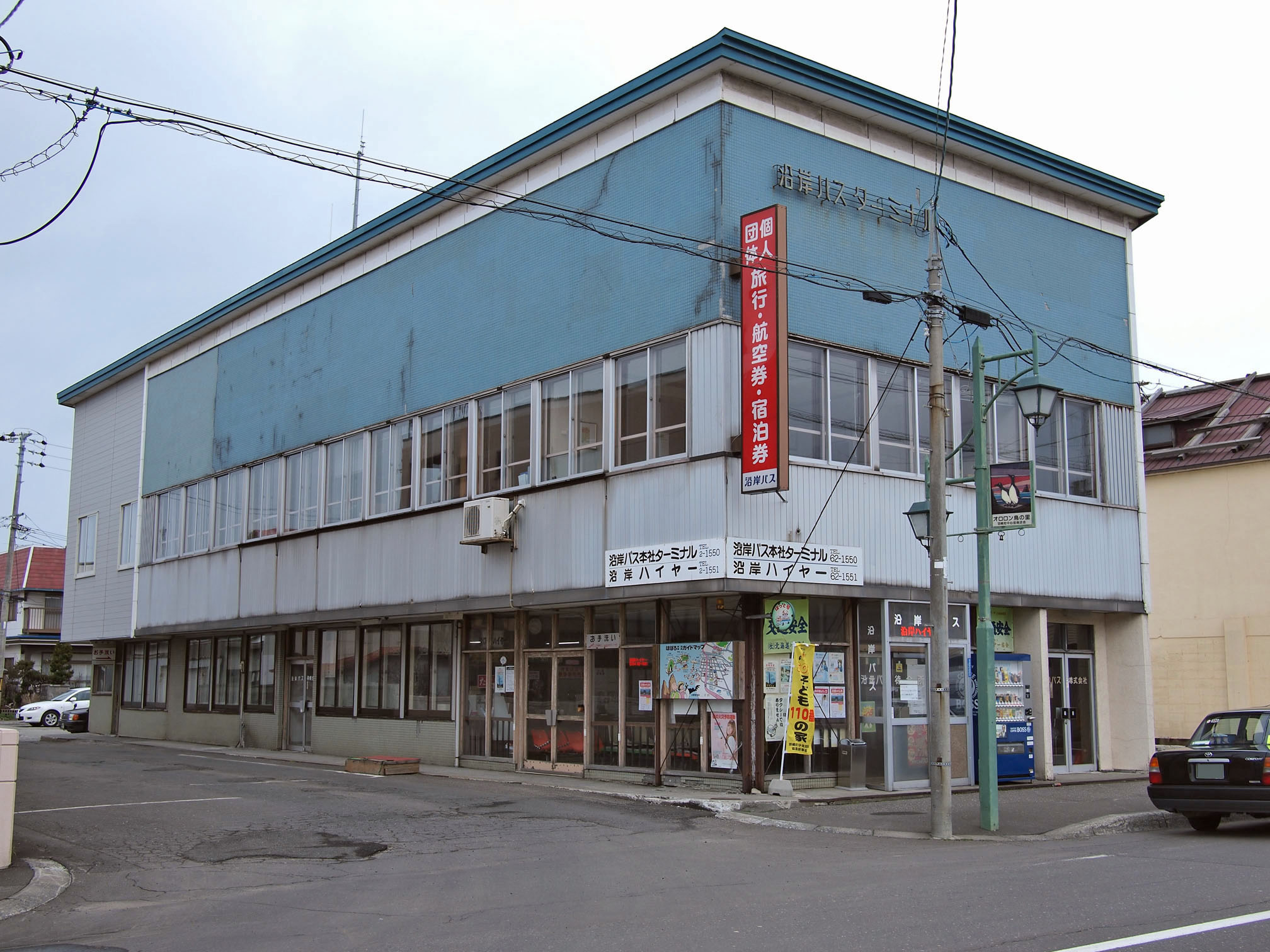
本社ターミナル
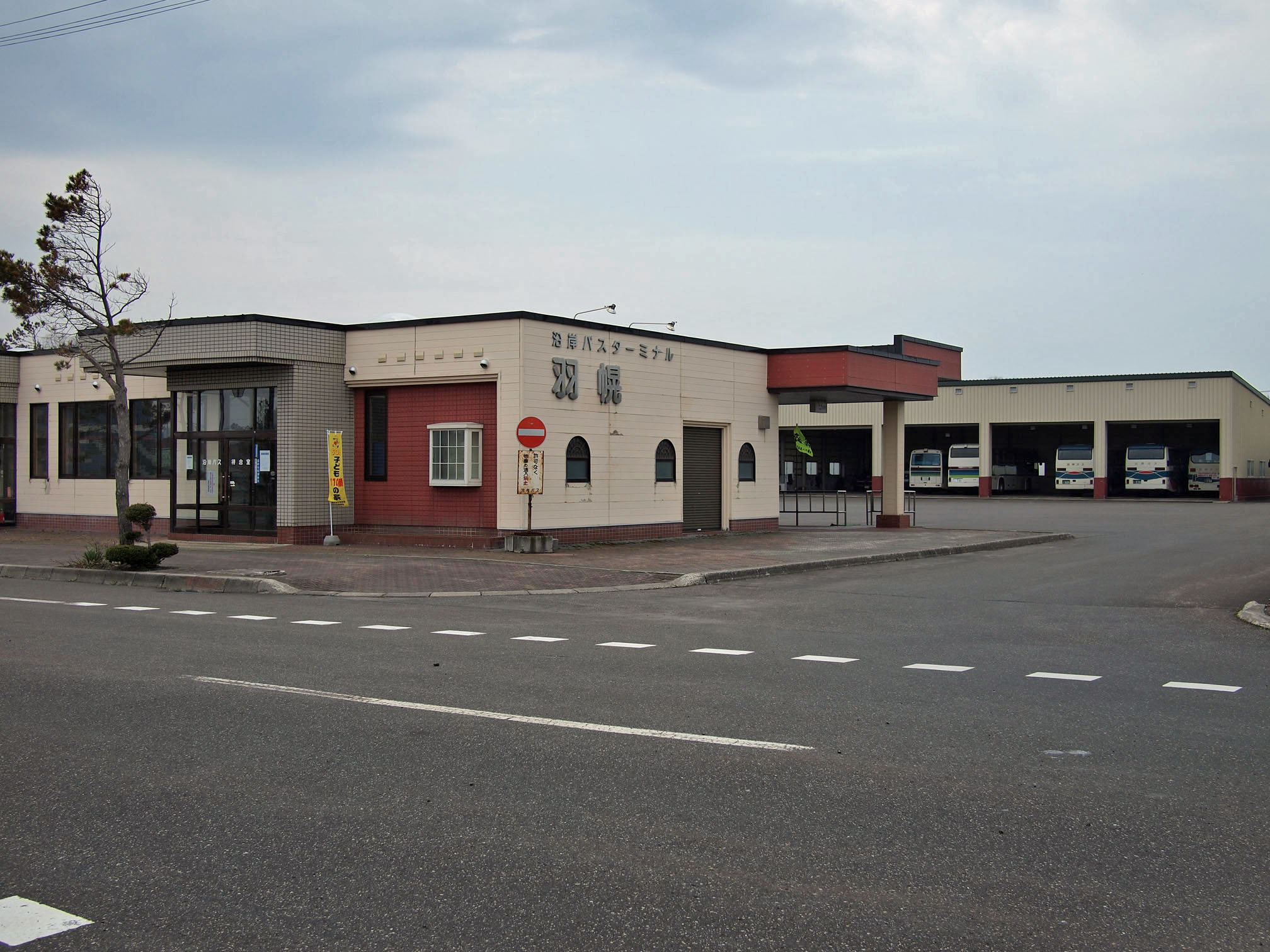
羽幌ターミナル
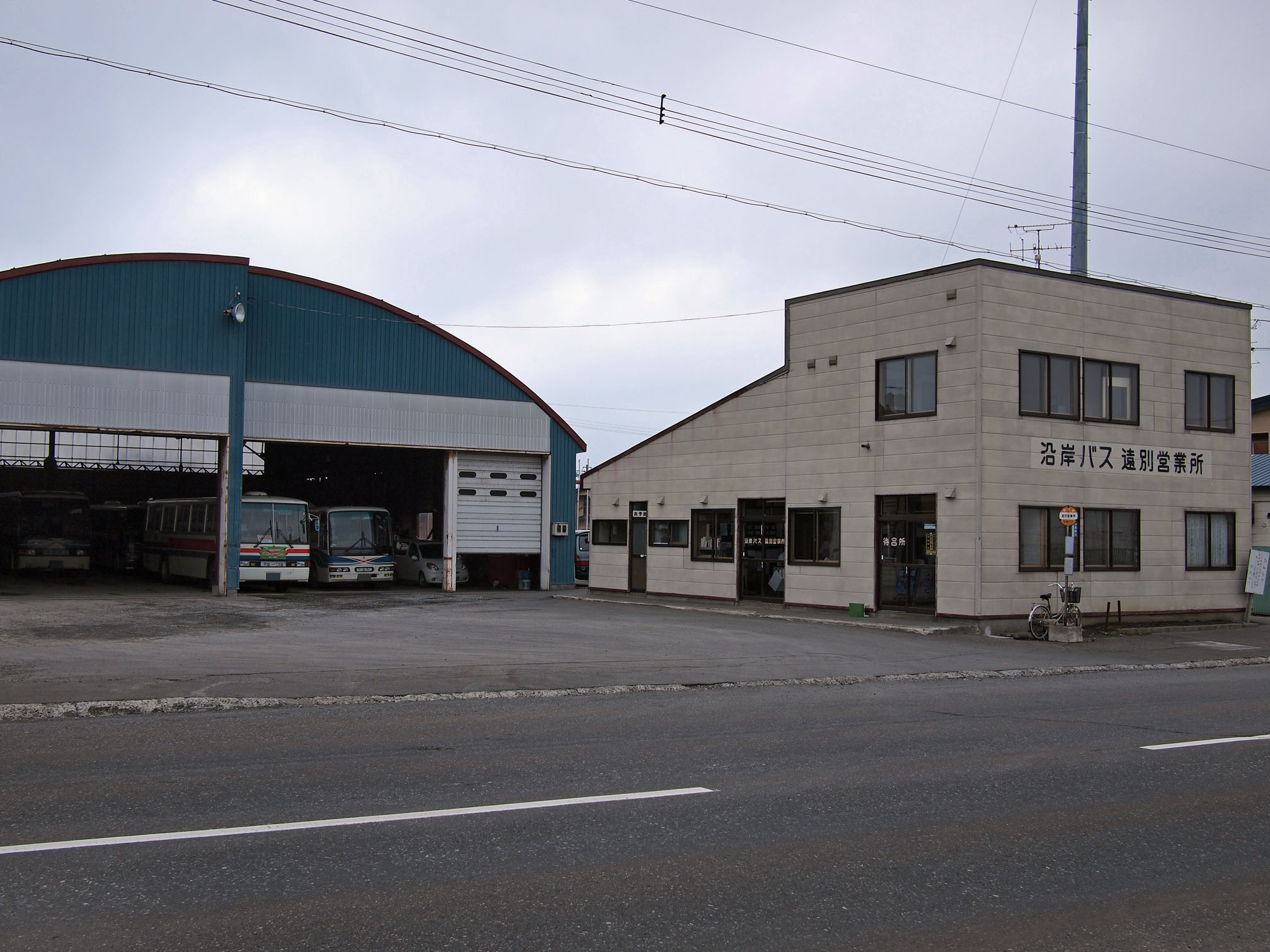
遠別出張所
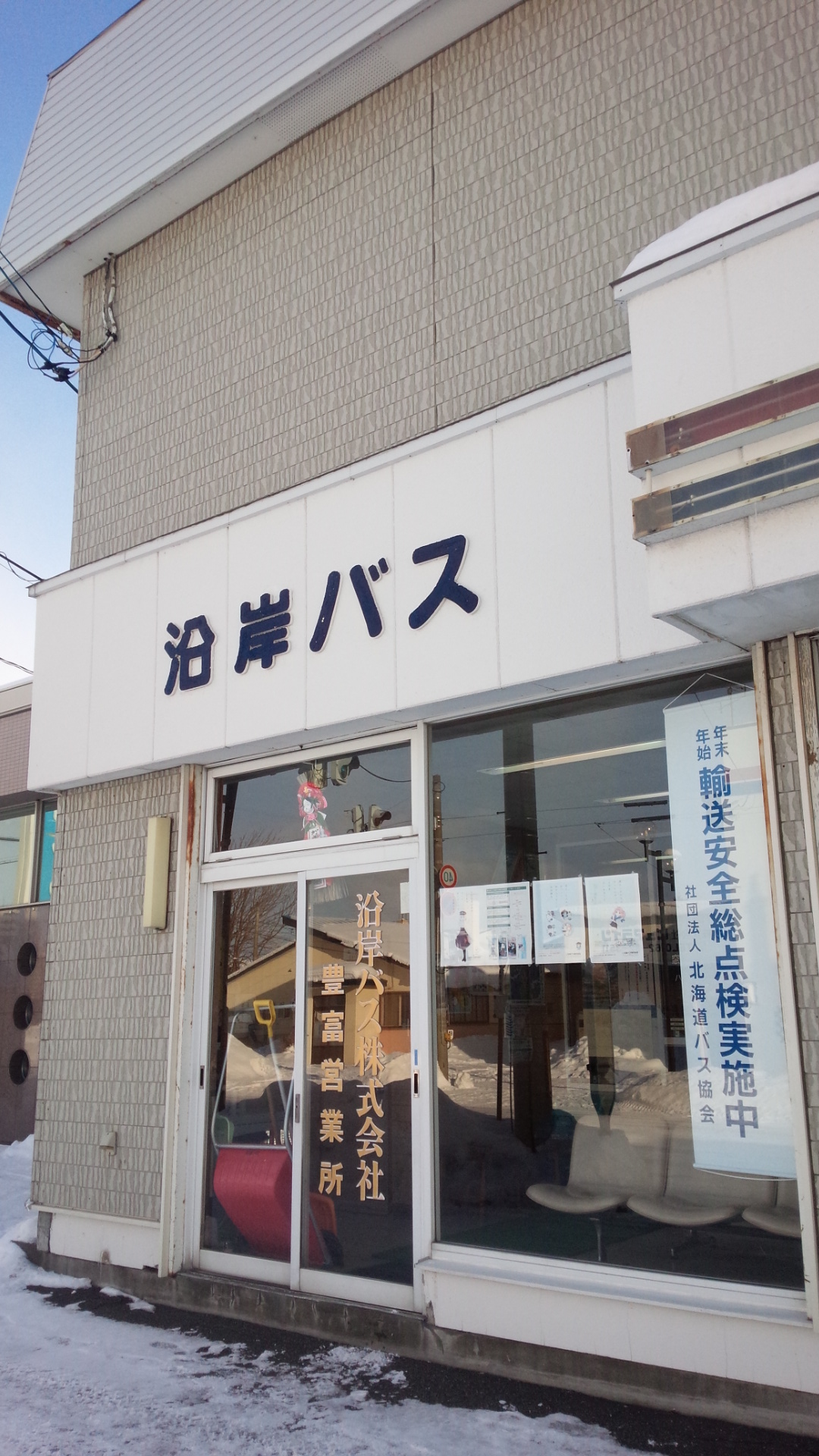
豊富出張所
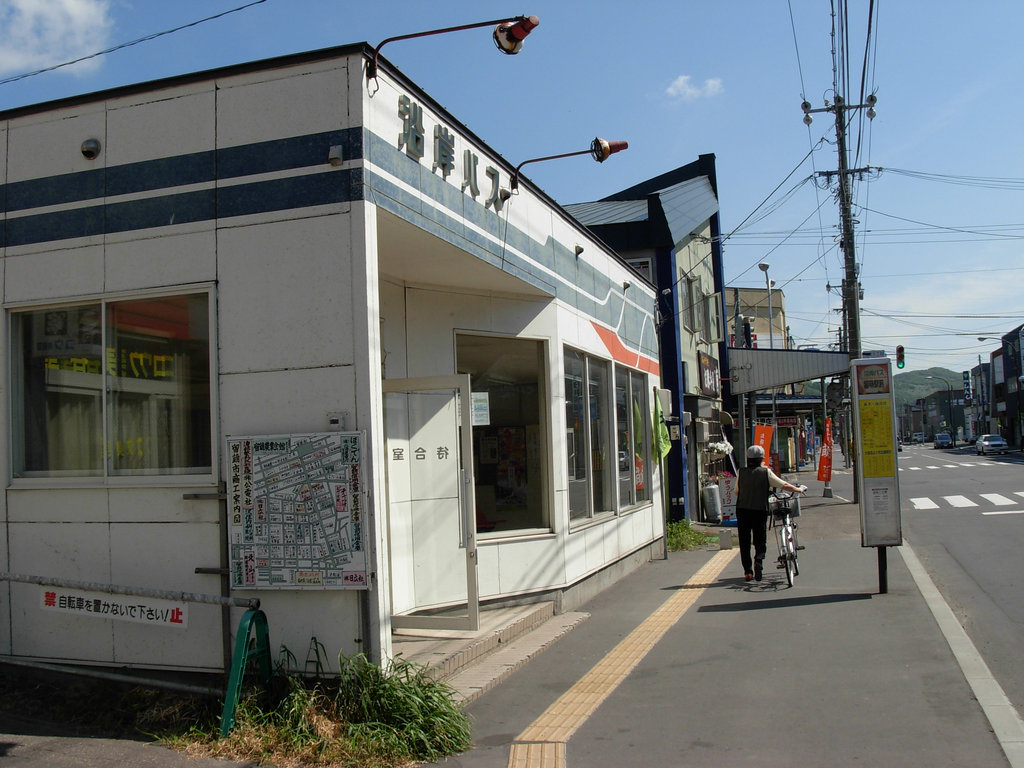
留萌駅前待合所
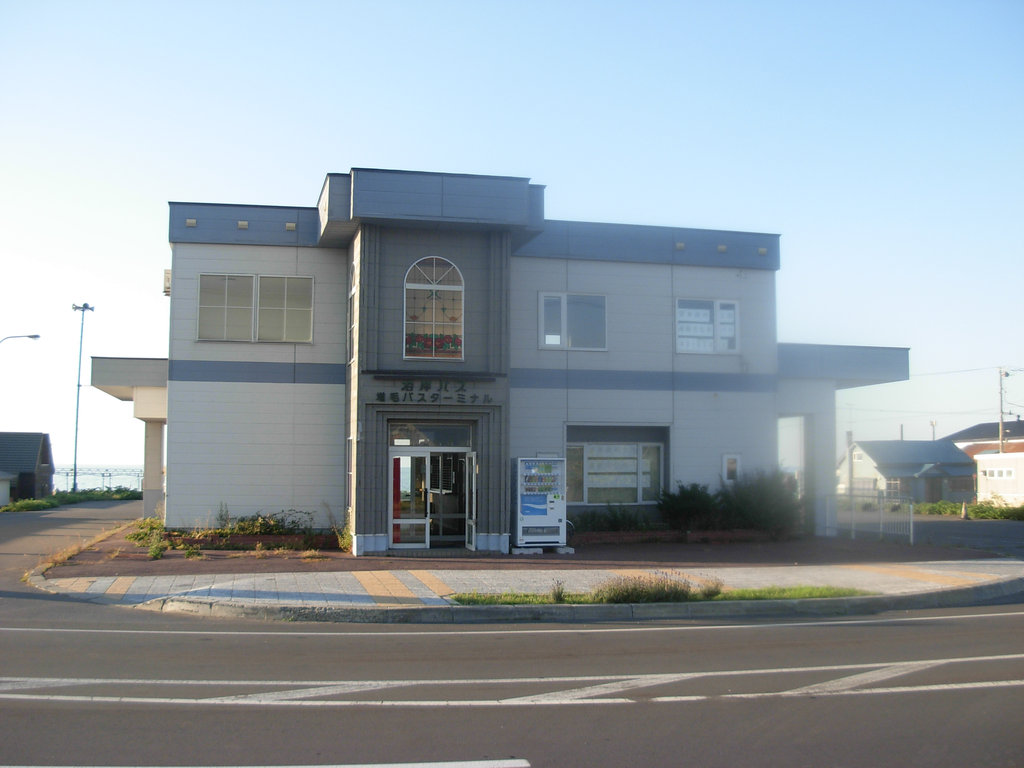
増毛ターミナル（2007年9月）

## 乗合バス

### 高速バス
札幌と北海道の日本海沿岸の市町村を結ぶ高速バスを運行している。
- 特急はぼろ号

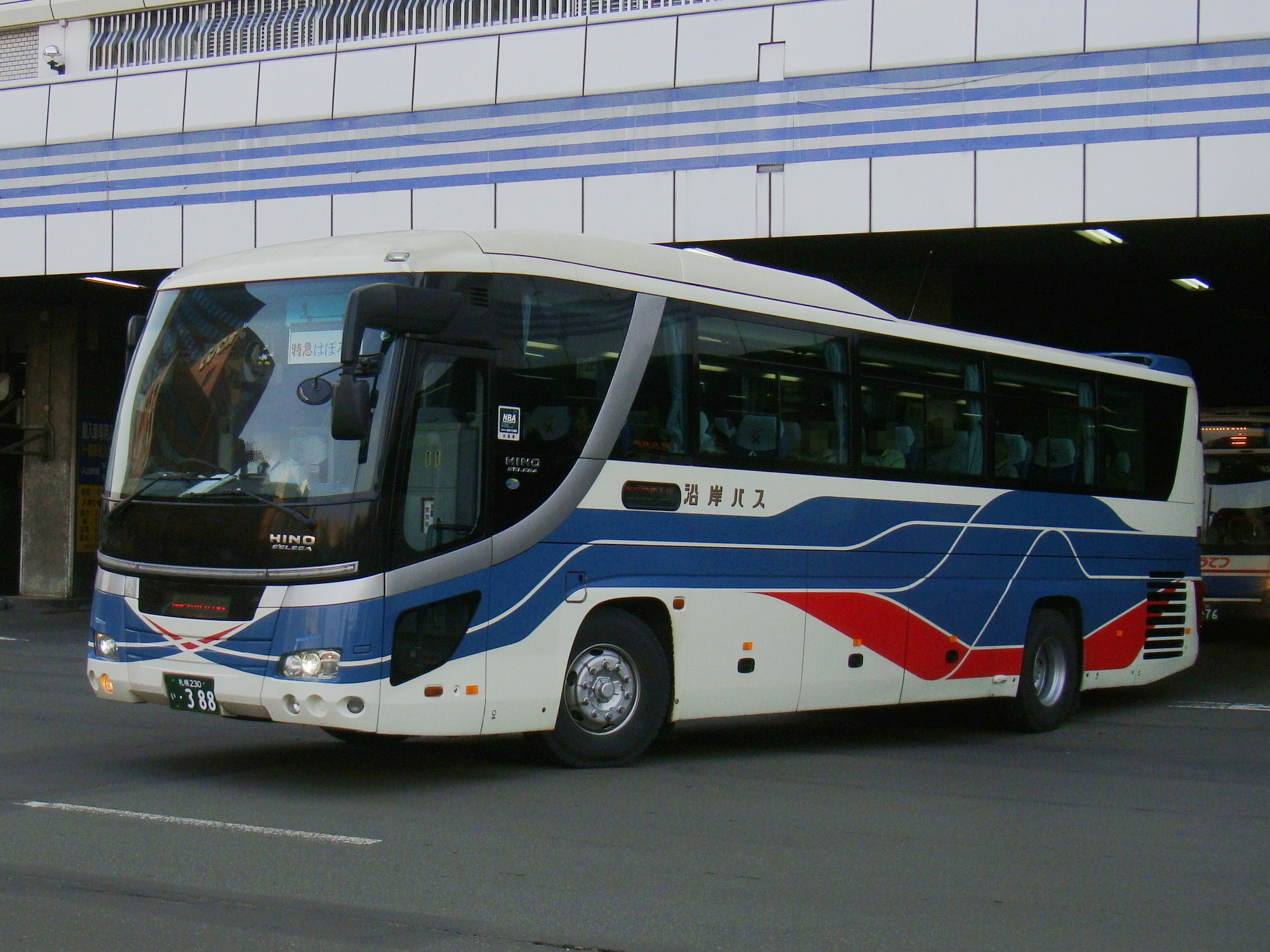
札幌駅前ターミナルを出る特急はぼろ号

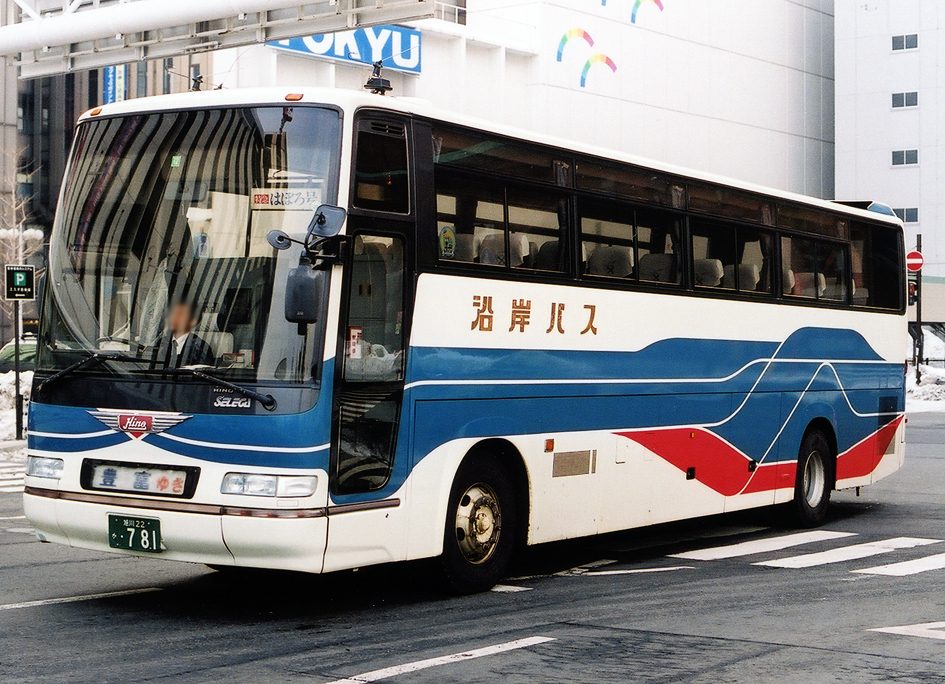
特急はぼろ号 日野・セレガGD（2001年）

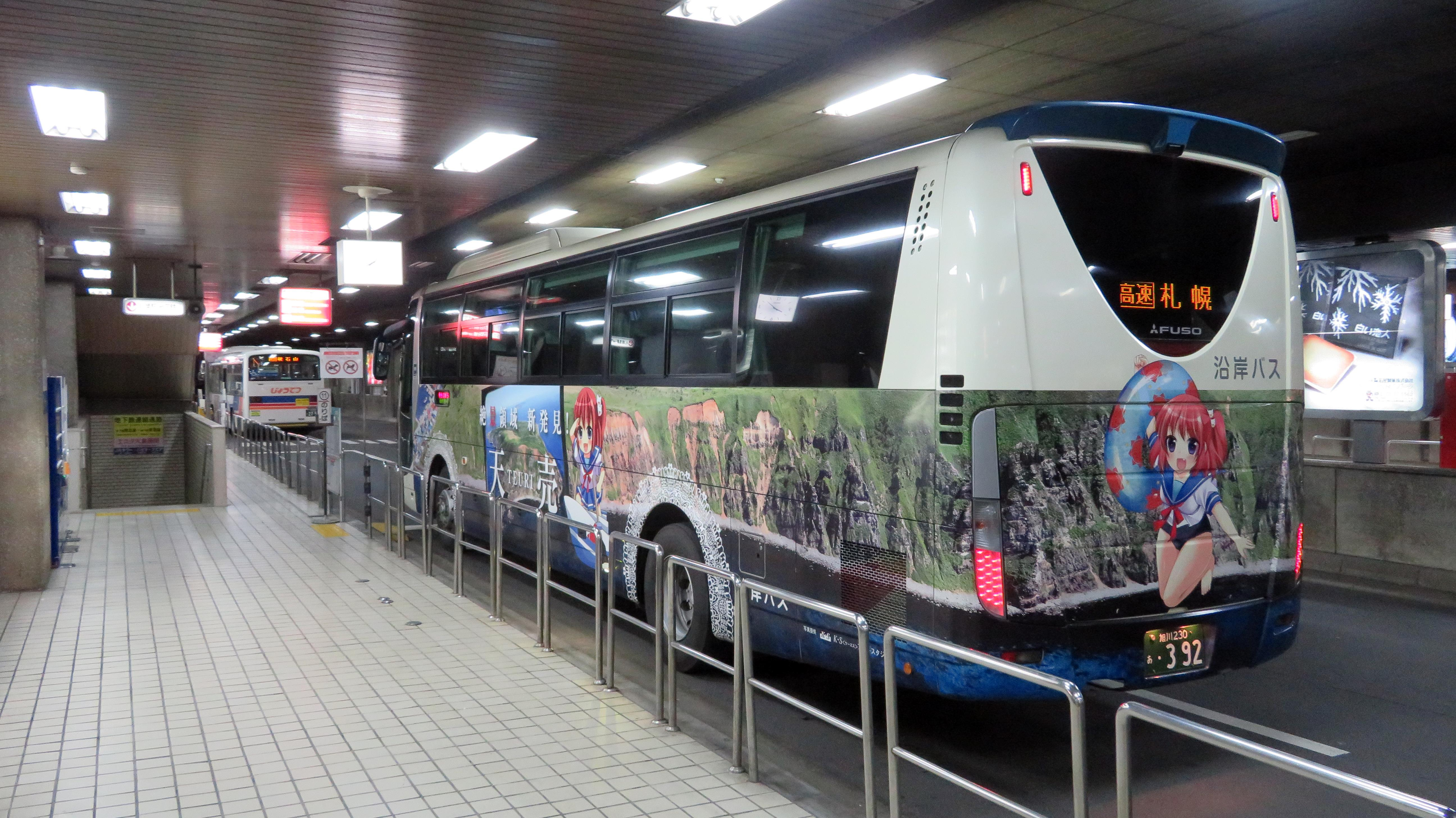
同社キャラクターの観音崎らいなが描かれた、特急はぼろ号のラッピング車両（札幌駅バスターミナル、2016年9月）

  - 札幌駅前 - 元川町 - 小平中央 - 羽幌ターミナル - 本社ターミナル - 遠別営業所 - 幌延十字街 - 豊富営業所
- 特急ましけ号
  - 札幌駅前 - 厚田支所 - 浜益 - 旧増毛駅 - 留萌十字街 - 留萌駅前

※特急ましけ号において石狩市内が両方向利用可能な他はクローズドドアとなっている。
運行本数
- 特急はぼろ号：札幌 - 豊富系統4往復、札幌 - 羽幌（本社ターミナル）系統1往復
- 特急ましけ号：1往復

概要
- 道央自動車道・深川留萌自動車道を経由し札幌と留萌・羽幌・豊富を結ぶ「特急はぼろ号」と、国道231号を経由し札幌と増毛・留萌を結ぶ「特急ましけ号」を運行する。
- 原則として札幌市外の停留所では、札幌方面は乗車のみ、豊富方面は降車のみの客扱いだが、特急ましけ号の石狩市内の各停留所では乗降とも扱う。なお、乗車のみ・乗降両方を扱う区間の全てで誰も乗車しなかった場合、および降車のみ取り扱う区間の途中で全ての乗客が下車した場合はその停留所で運行を打ち切ることとしている。
- 当初は旧道路運送法21条に基づく貸切バスによる代替運行だったが、札幌 - 留萌間 都市間バス問題を受け、乗合路線に切り替えられた。ツアーバスとして運行したことはない[22]。
- かつては特急ましけ号は「特急はぼろ号（増毛経由便）」として札幌駅前 - 羽幌（本社ターミナル）を結んでいたが、新型コロナウイルス感染症拡大による需要減退の影響により、2020年4月16日から留萌駅前 - 本社ターミナル間を運休としたのち、2020年10月1日のダイヤ改正で同区間が正式に廃止となり路線名も改称された。また、このダイヤ改正以前は、以後の特急はぼろ号に相当する路線は「特急はぼろ号（直行便）」と案内されていた。
  - 特急はぼろ号（増毛経由便）の経路：札幌駅前 - （特急ましけ号と同じ） - 留萌駅前 - 春日町1丁目 - （特急はぼろ号直行便と同じ） - 本社ターミナル

路線沿革
- 1984年12月28日 - 天塩発着1往復、豊富発着2往復の定員予約制で運行開始。当初は道路運送法旧21条に基づく貸切バスによる代替運行だった[23]。
  - 停車停留所は札幌東急ホテル・小平中央・鬼鹿3区・苫前上町・羽幌ターミナル・本社ターミナル・初山別役場前・遠別・天塩・豊富営業所。
- 1987年12月 - 3往復とも豊富発着に変更。上平・幌延分岐を新設。
- 1988年 - 従来便を札幌IC - 滝川IC間道央自動車道経由に変更[24]。
- 1990年5月 - 雄冬経由便1往復を11月30日までの期間限定で運行（当初から道路運送法4条に基づく乗合バス）[24]。雄冬と畠中町を新設。
- 1991年5月 - 高速経由便の遠別の乗降取り扱いを遠別から遠別営業所に変更。
- 1992年10月1日 - 雄冬経由便（増毛経由便）を通年運行化。
  - 留萌十字街・錦町・開運町2丁目・留萌駅前を新設。
  - 増毛町内の乗降扱いを畠中町から増毛ターミナルに変更。
- 1993年4月1日 - 高速経由便を道路運送法4条に基づく乗合バスに移行[24]。
  - 札幌の乗降取り扱いを東急ホテルから札幌駅バスターミナルに変更。
- 1998年4月1日 - 高速経由便の幌延の乗降取り扱いを幌延分岐から幌延十字街に変更。豊富温泉を新設。
- 1997年
  - 3月 - 高速経由便の豊富発着便と羽幌発着便をそれぞれ1往復増回。
    - 高速経由便に東橋・元川町を新設。
    - 増毛経由便に厚田役場前・浜益村柏木・寿町を新設。

  - 4月1日 - 定員予約制から座席指定予約制に変更。
- 2004年12月1日 - 増毛経由便に大別苅・舎熊駅前・阿分小学校・礼受小学校を新設。
- 2005年4月1日 - 春日町・力昼・豊岬を新設。増毛経由便の礼受小学校を礼受に改称。
- 2006年
  - 4月1日 - 大幅なダイヤ改正。
    - 高速経由便に深地層研究センターを新設、深川留萌自動車道（札幌IC - 北竜ひまわりIC）経由に変更し、直行便に改称。
    - 増毛経由便に北15条東1丁目・浜益・谷地町を新設。厚田村役場を厚田支所、浜益村柏木を柏木に改称。

  - 11月26日 - 直行便を深川留萌自動車道（札幌IC - 留萌幌糠IC）経由に変更。札幌市内の経路を平和大橋経由に変更。
- 2008年10月1日 - 増毛経由便に濃昼と幌を新設。
- 2009年
  - 4月1日 - 増毛経由便の予約制を廃止し、自由席運行に変更。
  - 10月1日 - 増毛経由便に群別・床丹・千代志別を新設。
- 2010年5月1日 - 高速経由便（札幌行）に苗穂駅前・菊水元町7条を新設。
- 2016年
  - 4月21日 - これまで有蓋ゲージへの収納とペットの座席の確保を条件に認めてきたペットの持ち込みについて、悪質な事例による他の乗客への迷惑が絶えないとして全面禁止とする[25]。
  - 10月 - 高速経由便・増毛経由便共に高速乗合バスに移行[注釈 1][26][27]。
- 2020年
  - 3月19日 - 新型コロナウイルス感染症の流行による需要減のため、札幌駅前 - 本社ターミナル間1往復運休。
  - 4月16日 - 増毛経由便の留萌駅前 - 本社ターミナル間と、高速経由便の札幌駅前 - 豊富駅前間1往復運休。
  - 5月11日 - 増毛経由便を全線運休。高速経由便も、1往復を残して運休。
  - 6月5日 - 高速経由便の豊富駅前発着を1往復運行再開。
  - 6月15日 - 増毛経由便の札幌駅前 - 留萌駅前間運行再開。高速経由便の豊富駅前発着を1往復運行再開。
  - 8月1日 - 高速経由便の残る2便（豊富駅前発着、本社ターミナル発着）を8月16日まで限定で運行再開。
  - 10月1日 - 増毛経由便で休止中の留萌駅前 - 本社ターミナル間を廃止し、残る区間は「特急ましけ号」に改称[28]。
- 2021年4月16日 - 「特急ましけ号」について、利用者の減少により自社努力による維持が極めて困難な状況と発表[29]。
- 2024年10月1日 - 「特急ましけ号」について、増毛町岩老地区（岩尾温泉あったまーる前）に停留所を新設。札幌行は乗車のみ、留萌行は降車のみの取り扱い[30]。
- 2025年4月1日 - 特急はぼろ号のダイヤ改正[31]。

車輌装備
長距離用の車両が主に使用されている。以前はスーパーハイデッカーが主流だったが、現在は全車ハイデッカーとなっている。繁忙期の一部を除く全車にエアコン、リクライニングシート、フットレスト、テレビ、ラジオ、トイレ、ひざかけ毛布、無料Wi-Fiサービスを備える。BS放送や自動車電話は携帯電話の普及により廃止となっている。
その他
- 過去にはバスガイドが乗車して車内販売や雑誌サービスを実施していたが、現在はワンマン化により廃止されている。
- 札幌 - 留萌間は北海道中央バスの高速るもい号と競合している。ただし、それぞれの会社が設置した一部の停留所から互いの路線が利用できるようになっており、利便性の向上を図っている。
- 年末やゴールデンウィークなど繁忙期は増発便が運行される。予約客は行き先別に当てがわれることが多く、1号車は豊富行き、2号車以降は途中停留所止まりで運行される。そのため普段は使用されない「遠別」や「天塩」の行先表示が用いられることもある。
- 本社ターミナル、豊富営業所から札幌駅前ターミナル到着後、日帰りで折り返す便は、ジェイ・アール北海道バス札幌営業所に待機する。その他の便は自社の札幌営業所に夜間滞泊する。
- かつての特急はぼろ号増毛経由便は走行距離が最長約185kmで[32]、高速道路を経由しない乗合バスとしては日本一長距離の一般路線バスである奈良交通の八木新宮特急バス（166.9 km）よりも長い。

### 一般路線バス

#### 留萌旭川線

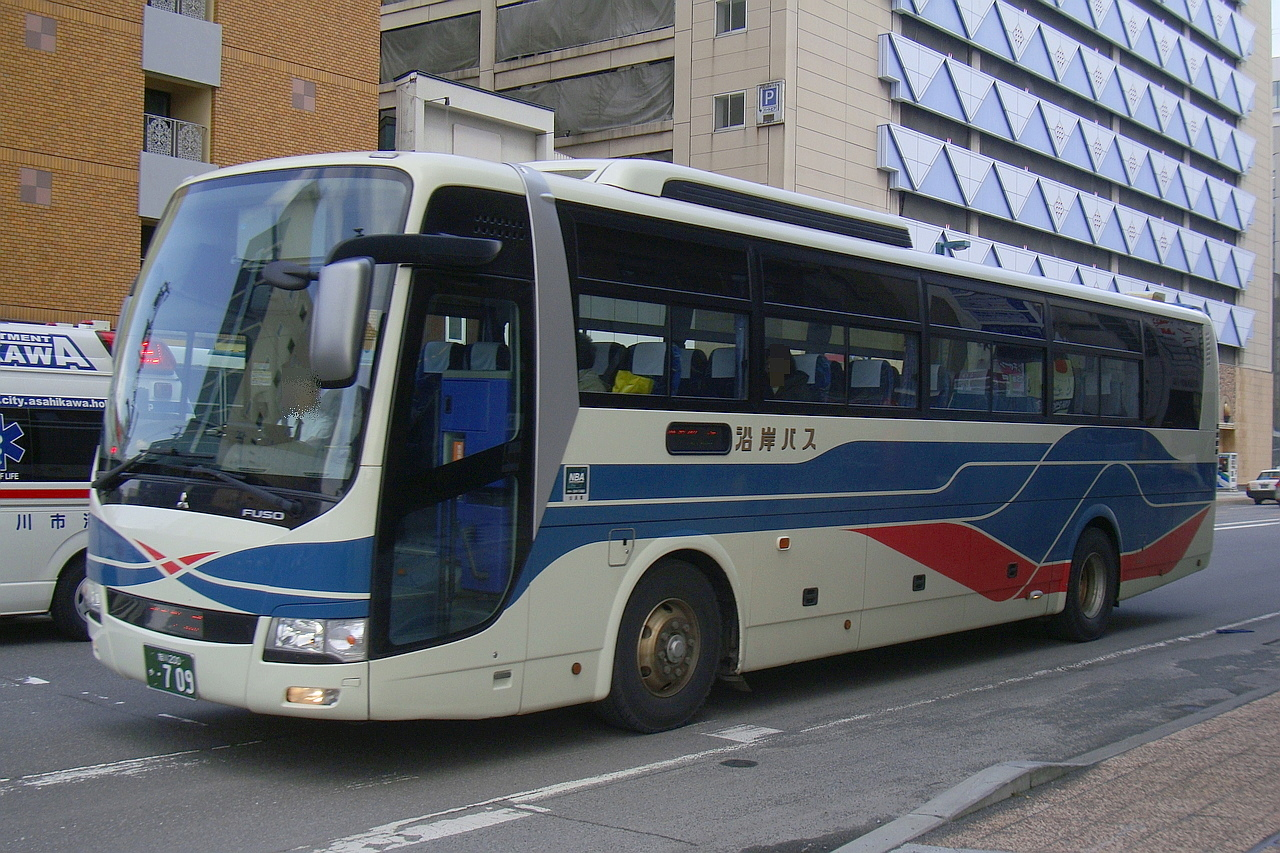
留萌旭川線

運行区間
56 留萌旭川線：留萌十字街 - 留萌駅前 - 幌糠 - 峠下分岐点 - 碧水 - 秩父別役場 - 深川十字街 - 音江分岐点- 神居古潭 - 高砂台入口 - 旭川駅前
8 留萌峠下線：留萌十字街 - 留萌駅前 - 留萌市立病院 - 幌糠 - 峠下分岐点
- 留萌十字街 - 旭川駅前間は道北バスと共同運行（留萌峠下線を除く。道北バスにおける路線名は56 留萌線）。両社の乗車券が共通利用可能である。
  - ただし、道北バスのDoカードは沿岸バス運行便では使用不可。道北バス窓口で留萌旭川線用の金券式回数乗車券を発売している。

運行本数
- （普通）留萌 - 旭川：5往復（沿岸バス3往復、道北バス2往復）
- （普通）留萌 - 峠下：1往復（沿岸バスが運行）

所要時間
- 留萌 - 旭川：普通便2時間10分
- 留萌 - 峠下：45分

概要
- 沿岸バスと道北バスが運行する路線バス。留萌市から北竜町、秩父別町、深川市を経て旭川市を結ぶ。すべての途中停留所に停車する一方、長距離運転であることから都市間バスの一つともみなされ、都市間バスと同等の車両が用いられている。
- 古くから沿岸バスと道北バスによる相互乗り入れを実施しており、停留所や時刻表に双方の系統が記載されていた。2001年から共同運行となり、定期券や回数券の相互利用も可能となった。
- かつては快速便の設定があり、一部の便は快速幌延留萌線として幌延深地層研究センター前まで運行されていた。
- 2015年10月1日のダイヤ改正以前は、留萌別苅線からの直通で運行される便（大別苅 → 旭川方面の1本のみ）が設定されていた。
- 道北バス運行便と共に、地域間幹線系統として、国・北海道・沿線市町村の補助を受けて運行する。

車輌装備
貸切バスや都市間バスからの転用が多く、全便トイレ付き車両で運行する。
その他
一部区間で北海道中央バス（留萌 - 深川）、空知中央バス（秩父別 - 深川・深川 - 旭川）と競合。運賃は各社が独自に設定しており、競合区間でも運賃が異なる場合がある。
路線沿革
- 1987年3月30日 - 快速幌延旭川線が2往復運行開始。
  - 運行経路は、幌延駅 - 天塩町立病院 - 遠別営業所 - 初山別役場前 - 羽幌ターミナル（現・本社ターミナル） - 留萌十字街 - 留萌駅前 - 碧水 - 秩父別役場 - 深川拓銀 - 旭川駅前
- 1988年3月13日 - 遠別バスターミナル、羽幌ターミナル設置に伴う改正。
  - 「深川拓銀」を「深川十字街」に改称。
- 1990年6月1日 - 大幅なダイヤ改正。
  - 快速別苅旭川線新設。
    - 新設区間の運行経路は、大別苅 - 谷地町 - オタルマナイ第1 - 畠中町 - 増毛役場 - 第1箸別 - 舎熊小学校 - 彦部 - 阿分第1 - 礼受小学校 - 第2浜中 - 沖見3丁目 - 寿町 - 留萌十字街

  - 快速幌延旭川線のうち1往復を豊富駅まで延長（快速豊富旭川線）。
- 1991年6月1日 - 「秩父別2条8丁目」「曙団地」「高砂台入口」を新設（快速便）。
- 1992年3月30日 - 大幅なダイヤ改正。
  -     - 快速幌延旭川線の1往復を豊富駅まで延長。
    - 「高砂町」「五十嵐町」を廃止（快速便）。
    - 「増毛ターミナル」を新設（快速別苅旭川線）。
- 1994年4月8日 - 大幅なダイヤ改正。
  - 快速豊富旭川線1往復を快速留萌旭川線に振り替え。
- 1996年4月1日 - 「美葉牛農協」を「美葉牛十字街」に改称。
- 2001年
  - 4月1日 - 大幅なダイヤ改正。
    - 快速豊富旭川線1往復を快速留萌旭川線に振り替えて廃止。
    - 「神楽支所」を新設。留萌市内は全停留所停車へ（快速便）。

  - 8月27日 - 快速留萌旭川線の上り1便を減便。
    - 快速幌延旭川線1往復、快速別苅旭川線上り1便、快速留萌旭川線上り1便・下り2便へ。
- 2007年
  - 10月6日 - 「神楽支所」を「神楽4条4丁目」に改称。
  - 12月23日 - アサヒビル解体に伴い、「旭川駅前」を駅前ビルに移転。
- 2018年6月1日 - 「旭川駅前」を旭川駅前バスタッチに移転。
- 2020年9月1日 - ダイヤ改正。普通留萌旭川線7往復を5往復に減便（沿岸バス、道北バスで1往復ずつ減便）。快速留萌旭川線、快速幌延旭川線は変更なし。
- 2021年10月1日 - ダイヤ改正。快速幌延旭川線の運行を終了、留萌で系統分割となる[36]。
- 2022年10月1日-ダイヤ改正。快速便を廃止。普通便のみ5往復に減便。

#### 留萌別苅線
運行区間
カッコ内は留萌本線の廃線区間にあった駅で、該当の停留所が最寄であった。
23・24：留萌市立病院 - 留萌駅前 - 留萌十字街 - 留萌税務署前（瀬越駅） - 礼受町第2（礼受駅） - 阿分（阿分駅） - 彦部（信砂駅） - 舎熊郵便局前（舎熊駅） - 朱文別第1（朱文別駅） - 箸別第1（箸別駅） - 旧増毛駅（増毛駅） - 暑寒町1丁目 - 大別苅
運行本数
9往復（ただし12月31日 - 1月3日は朝と夕方以降の便が運休となる）
所要時間
1時間00分
概要
留萌市と増毛町を結ぶ一般路線。留萌駅前 - 旧増毛駅間では経路の大半がJR北海道留萌本線の廃線区間と並行しており、留萌本線の廃線後は同区間の代替バスとしても機能している。国道231号増毛バイパスを運行する新道経由便も運行していたが、2006年10月1日のダイヤ改正で従来便と統合された。
別苅雄冬線が運行されていた当時は、3往復が大別苅で25系統別苅雄冬線の雄冬行きとなっていたが、運賃は通算されなかった。
年間利用客数
当路線の各年の年間利用客数は以下の通りである。資料では「増毛線」と表記されている。
| 年   | 利用客数 (人) | 備考 |
| ---- | ------------- | ---- |
| 2006 | 175,442       |      |
| 2007 | 139,302       |      |
| 2008 | 129,315       |      |
| 2009 | 132,754       |      |
| 2010 | 128,318       |      |
| 2011 | 127,168       |      |
| 2012 | 120,046       |      |
| 2013 | 124,745       |      |
| 2014 | 114,678       |      |
| 2015 | 107,984       |      |

#### 豊富幌延線・幌延留萌線

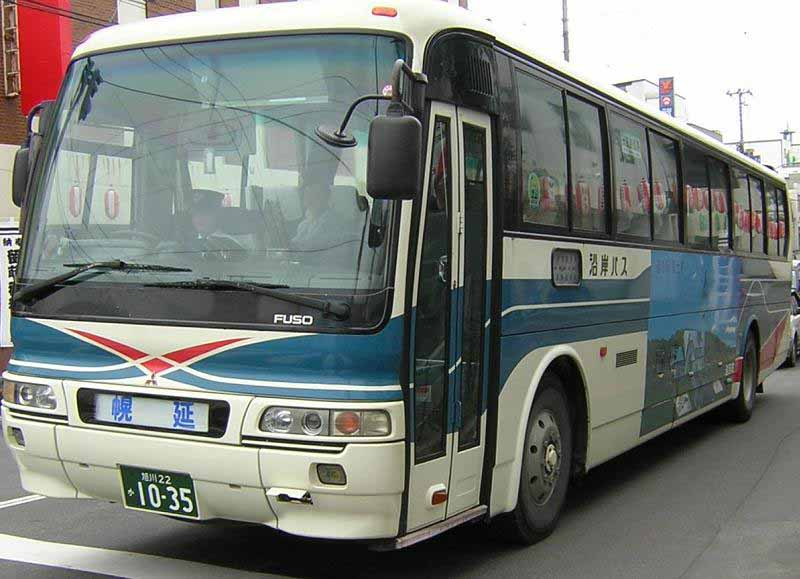
快速幌延留萌線（当時）

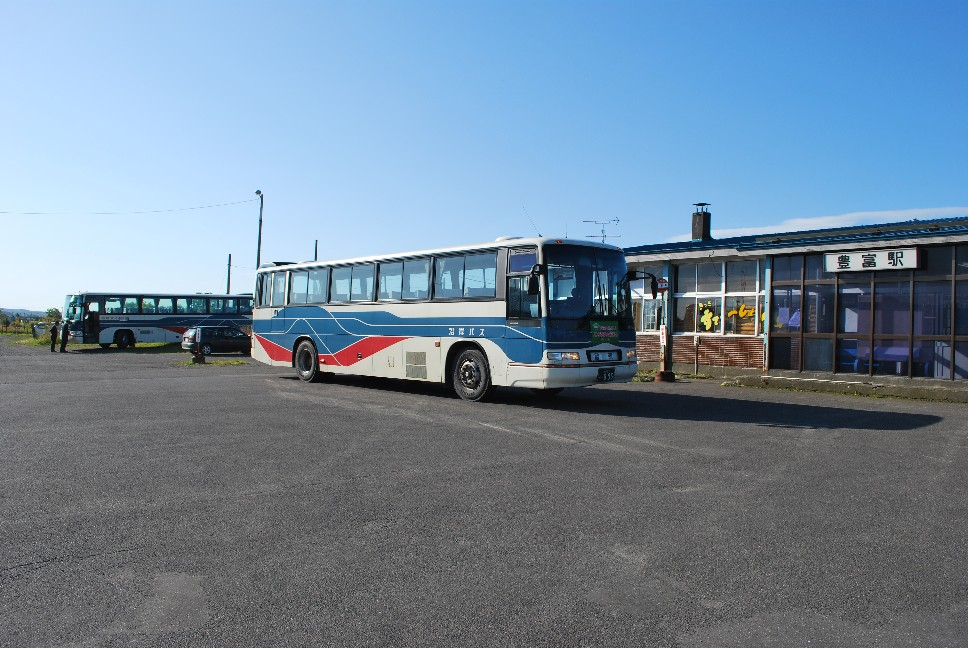
豊富留萌線（当時）。写真奥はサロベツ線

運行区間
11 豊富羽幌線：羽幌ターミナル - 本社ターミナル - 初山別 - 初山別北原野 - 遠別営業所 - 天塩 - 幌延駅 - 幌延深地層研究センター前 - 豊富温泉 - 豊富駅
12 幌延留萌線：留萌市立病院 - 留萌駅前 - 留萌十字街 - 小平中央 - ゆったりかん入口 - 鬼鹿港町3区 - 上平 - 苫前上町 - 羽幌ターミナル - 本社ターミナル - 初山別 - 初山別北原野 - 遠別営業所 - 天塩 - 幌延駅 - 幌延深地層研究センター前（ ⇔ 32 豊富幌延線と通し運行）
32 豊富幌延線：（12 幌延留萌線と通し運行 ⇔ ）幌延深地層研究センター前 - 豊富温泉 - 豊富駅
14 初山別留萌線：留萌市立病院 ← 留萌駅前 ← 留萌十字街 ← 小平中央 ← ゆったりかん入口 ← 鬼鹿港町3区 ← 上平 ← 苫前上町 ← 羽幌ターミナル ← 本社ターミナル ← 初山別 ← 初山別北原野
15 羽幌留萌線：留萌市立病院 - 留萌駅前 - 留萌十字街 - 小平中央 - ゆったりかん入口 - 鬼鹿港町3区 - 上平 - 苫前上町 - 本社ターミナル - 羽幌ターミナル
所要時間
- 留萌 - 幌延：普通便3時間41分
- 幌延 - 豊富：19分
- 留萌 - 豊富：普通便4時間5分

概要
- 主として留萌市から小平町・苫前町・羽幌町・初山別村・遠別町・天塩町を経て幌延町までを結ぶ12・13 幌延留萌線と、幌延町と豊富町を結ぶ32 豊富幌延線からなる。かつては幌延で系統が分割されていたが、1992年に当時運行していた幌延豊富線と幌延留萌線を統合し、豊富留萌線という1つの長大な路線となった。その後、2019年8月1日のダイヤ改正で幌延深地層研究センター前で再度系統が分割された。同改正以降も豊富駅発着便は原則として同一車両で通し運行しているが、幌延深地層研究センター前到着時に運賃精算（フリーきっぷや定期券は提示）が必要になった（11 豊富羽幌線を除く）。なお、豊富駅 → 留萌市立病院間の通し運行（従来の豊富留萌線に相当）として考えた場合、停留所数は169で日本一となる。
- かつては幌延駅 - 留萌十字街 - 旭川駅前を通し運行する快速幌延旭川線も運行していた。幌延深地層研究センター前 - 旭川駅前の通し運行として考えた場合、留萌旭川線区間の北竜町・秩父別町・深川市・旭川市を加えて幌延町から旭川市までの3市9町村を結ぶことになる。全区間の運行距離は約222 kmとなり、前述した奈良交通の八木新宮特急バスを大幅に上回って日本最長となっていた。また、一時は快速豊富旭川線（豊富駅 - 旭川駅前）や快速稚内旭川線（稚内駅前 - 旭川駅前）も運行されていた。
- 2015年10月1日の改正以前は、留萌小平線（留萌十字街 - ゆったりかん前、ゆったりかん施設前まで乗り入れ）も運行していた。また留萌市内の経路が豊富留萌線・初山別留萌線は船場町を、幌延留萌線・羽幌留萌線・留萌小平線は留萌市立病院を経由するように分かれていたものの、同改正をもって全便が留萌市立病院経由に統一された。
- 2018年10月1日の改正で普通便の留萌市内の運行経路を変更。起終点が留萌市立病院に変更され、南九条橋 - 留萌市立病院間では以下のように一方向のみの運行になった。

（幌延方面） → 南九条橋 → 東雲町2丁目 → サンライズ前 → 留萌市立病院、留萌市立病院 → 院外薬局前 → 南九条橋 → （幌延方面）
- 2021年10月1日の改正で快速便を廃止、全便が普通運行となる。
- 生活交通路線の確保のため、運賃収入では賄えない費用については国や北海道、運行地域の市町村からの補助金で賄われている。
- 全区間通しの便は4時間弱を要するが、休憩時間は設けられていない。運転士に申し出れば各ターミナルにてトイレを利用できる。

その他
- 14 初山別留萌線は留萌方面のみ運行。また、15 羽幌留萌線のみ本社ターミナルと羽幌ターミナルの停車順が他の系統とは逆になっている。
- 豊富駅行の1本は客貨混載便で、ヤマト運輸天塩センターから輸送されてきた宅急便を天塩で豊富留萌線の車両に積み替え、豊富駅でヤマト運輸の配送車に再度積み替えている。

路線沿革
- 1987年3月30日 - 国鉄羽幌線廃止代替バス運行開始。快速幌延旭川線も2往復運行開始。
- 1988年3月13日 - 遠別バスターミナル、羽幌ターミナル設置に伴う改正。
  - 「上平」「羽幌ターミナル」「遠別」を新設、「上平川尻」「遠別営業所」を廃止（快速便）。旧・羽幌ターミナルは「本社ターミナル」に改称。
- 1990年6月1日 - 大幅なダイヤ改正。快速幌延旭川線のうち1往復を豊富駅まで延長（快速豊富旭川線）。
- 1991年6月1日 - 「末広町」を新設（快速便）。
- 1992年
  - 3月30日 - 大幅なダイヤ改正。
    - 快速幌延旭川線の1往復を豊富駅まで延長。
    - 快速豊富留萌線（豊富駅 - 留萌駅前）を新設。
    - 「力昼」「豊岬」を新設（快速便）。

  - 6月1日 - 10月31日までの期間限定で快速豊富留萌線を稚内駅前まで延長（快速稚内旭川線）。
    - 豊富駅 - 南駅前 - 稚内駅前
- 1994年4月8日 - 大幅なダイヤ改正。
  - 快速豊富留萌線廃止。
  - 快速豊富旭川線1往復を快速留萌旭川線に振り替え。
- 2001年
  - 4月1日 - 大幅なダイヤ改正。
    - 快速豊富旭川線1往復を快速留萌旭川線に振り替えて廃止。
    - 「遠別営業所」を新設（快速便）。

  - 8月27日 - 快速留萌旭川線の上り1便の減便により、快速幌延旭川線1往復、快速別苅旭川線上り1便、快速留萌旭川線上り1便・下り2便へ。
- 2007年
  - 5月1日 - 「道立羽幌病院」を新設（快速便）。
  - 10月1日 - 「春日町」を新設（快速便）。
- 2015年10月1日 - ダイヤ改正。
  - 留萌小平線を廃止。これに伴い「ゆったりかん前」停留所も廃止。
  - 普通便の全便が留萌市立病院経由に統一。
- 2018年10月1日 - ダイヤ改正[41]。
  - 普通便の留萌市内の運行経路を見直し、起終点を留萌市立病院に変更。
  - 「東雲町1丁目」の乗降扱いを終了。また、豊富方面は「東雲町2丁目」「サンライズ前」、留萌方面は「院外薬局前」を非経由化。
  - 「船場公園前」新設。これに加え、快速便では「元町」での乗降扱いも開始。
  - 「道立羽幌病院」の停留所を病院の正面玄関前に移設。
- 2019年8月1日 - 大幅なダイヤ改正[17]。
  - 豊富留萌線と幌延留萌線を統合し、豊富幌延線と幌延留萌線に再編。
  - 快速幌延留萌線を幌延深地層研究センター前まで延伸。
  - 試験的に系統番号を付与。
  - 多数の停留所の名称を変更。
- 2021年10月1日 - 大幅なダイヤ改正[42]。
  - 快速便を廃止、全便が普通運行となる（前出）。
  - 系統番号を本格導入。

年間利用客数
当路線の各年の年間利用客数は以下の通りである。資料では「羽幌線」と表記されている。
| 年   | 利用客数 (人) | 備考 |
| ---- | ------------- | ---- |
| 2006 | 133,058       |      |
| 2007 | 131,109       |      |
| 2008 | 127,483       |      |
| 2009 | 123,622       |      |
| 2010 | 120,647       |      |
| 2011 | 124,414       |      |
| 2012 | 114,125       |      |
| 2013 | 101,930       |      |
| 2014 | 89,573        |      |
| 2015 | 97,534        |      |

#### 上平古丹別線
運行区間
16 上平古丹別線、16-B 準急上平古丹別線：上平 - 苫前商業高校前 - 古丹別
17 羽幌古丹別線：羽幌ターミナル - 本社ターミナル - 苫前上町 - 上平 - 苫前商業高校前 - 古丹別（2024年4月1日廃止）
概要
- 上平古丹別線は羽幌町と苫前町古丹別地区を結ぶ。上平 - 古丹別間を約10分で結ぶ。かつては、羽幌から苫前上町・下町を経由して上平で折り返して古丹別へ向かう羽幌古丹別線もあった。ほとんどの便が上平にて豊富留萌線や特急はぼろ号に接続する。
- 16-B 準急上平古丹別線は上平発のみ1便の運行。始発の上平のみ乗車可能となっており、そのほかの停留所は全て降車専用となっている。また、上平からの乗客がいない場合は運休となる。
- かつては豊富留萌線などで古丹別地区へ乗り入れる系統もあったが、海岸部からいったん内陸部の古丹別に立ち寄り引き返すことで往復30分近いロスが生じることから廃止された。
- 同路線は主に三菱ふそう・ローザで運行されている。

2025年（令和7年）4月1日　特急はぼろ号151便の時分変更にともない、上平21:00発の準急便を廃止

#### その他郊外路線
羽幌港連絡バス
77 本社ターミナル - 羽幌フェリーターミナル
- 以前運行されていた羽幌港線の実質的な後継路線で、トヨタ・ハイエースのコミューターバスで運行される。途中乗降はできない。羽幌沿海フェリーのフェリーや高速艇、高速はぼろ号のダイヤに合わせたダイヤで運行される。

#### 留萌市内近郊線

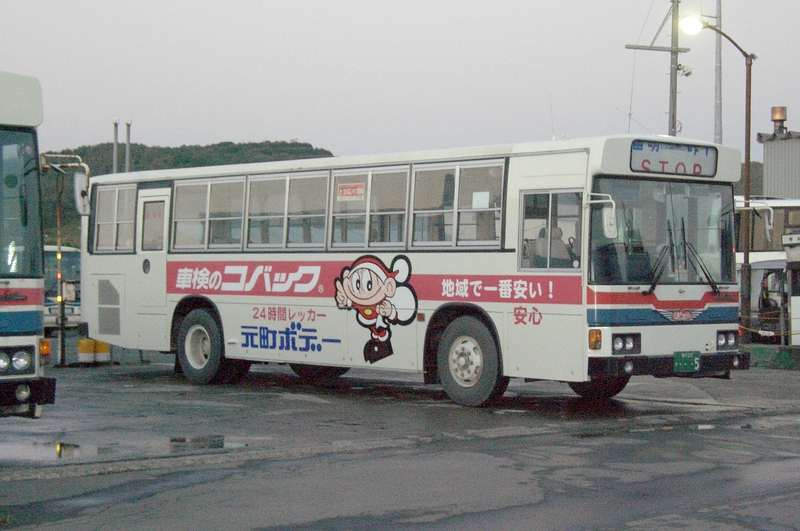
留萌市内近郊線車両の一例（写真の車両は廃車済）

- 従来留萌市の中心部は、留萌市内線と呼ばれる複数の系統からなる路線が運行され、一部は循環運行が行われていた。2019年4月1日のダイヤ改正で大規模な再編がなされ、以下の留萌市内近郊線Aコース・Bコースと日東団地線に統合された。大町 - 留萌市立病院 - 潮静を基軸経路とし、循環運行は廃止された[15]。

2025年（令和7年）4月1日　ダイヤ改正。（復路・潮静3丁目発を1便増回、往路・復路ともに1便を土日祝運休に変更）
1-A 留萌市内近郊線Aコース
大町2丁目 - 留萌十字街 - 沖見団地中央 - 平和台2丁目 - 留萌十字街 - 留萌駅前 - 末広町 - 留萌合同庁舎前 - 留萌高校通り - 自衛隊正門前 - 南町1丁目 - 東雲町2丁目 - 留萌市立病院 - 東橋 - 潮静3丁目
潮静3丁目 - 東橋 - 東雲町2丁目 - 留萌市立病院 - 南町1丁目 - 自衛隊正門前 - 留萌高校通り - 留萌合同庁舎前 - 末広町 - 留萌駅前 - 留萌十字街 - 沖見団地中央 - 平和台2丁目 - 留萌十字街 - 大町2丁目
1-B 留萌市内近郊線Bコース
大町2丁目 - 留萌十字街 - 留萌駅前 - 留萌合同庁舎前 - 留萌信金本店前 - 留萌高校通り - 元川町 - 東雲町2丁目 - 留萌市立病院 - 東橋 - 潮静3丁目
潮静3丁目 - 東橋 - 東雲町2丁目 - 留萌市立病院 - 元川町 - 留萌高校通り - 留萌信金本店前 - 留萌合同庁舎前 - 留萌駅前 - 留萌十字街 - 大町2丁目
7 日東団地線
見晴町6丁目 - 留萌駅前 - 末広町 - 元川町 - 東雲町2丁目 - 留萌市立病院
東雲町2丁目 - 留萌市立病院 - 元川町 - 末広町 - 留萌駅前 - 見晴町6丁目
年間利用客数
留萌市内近郊線（留萌市内線時代を含む）の各年の年間利用客数は以下の通りである。
| 年   | 利用客数 (人) | 備考 |
| ---- | ------------- | ---- |
| 2006 | 232,672       |      |
| 2007 | 198,031       |      |
| 2008 | 184,685       |      |
| 2009 | 148,380       |      |
| 2010 | 140,117       |      |
| 2011 | 149,253       |      |
| 2012 | 148,199       |      |
| 2013 | 136,131       |      |
| 2014 | 201,479       |      |
| 2015 | 129,841       |      |

### コミュニティバス

#### 羽幌町内循環バスほっと号
本社ターミナル - 栄町南集会所 - 南大通1丁目 - サンセットプラザ - 本社ターミナル（羽幌町内循環線）
- 本社所在地の羽幌町から委託を受けて運行するコミュニティバスで、愛称は「羽幌町内循環バスほっと号」。
- 平日のみ運行。バス停留所以外でも乗り降りできるフリー乗降制となっている。
- 運賃は大人100円（小人半額）。定期券は2ヶ月1,000円。65歳以上の町民は町が発行する無料パスの提示で無料となる。
- 栄町先回り（時計回り）、川北先回り（反時計回り）の2系統がある。
- 2018年10月、東急バスから東急トランセ代官山循環線で使用していた日野・リエッセ（車椅子用リフト付きのステップリフトバス）1台を譲受。寒冷地仕様に改造の上、萌えっ子ラッピングを施して11月より運行している。塗色は東急トランセ時代とほぼ同様。

### 主な廃止路線

#### 郊外路線
13 快速幌延留萌線
留萌十字街 - 小平中央 - 鬼鹿港町3区 - 上平 - 苫前上町 - 羽幌ターミナル - 本社ターミナル - 初山別役場前 - 遠別営業所 - 天塩 - 幌延駅 - 幌延深地層研究センター前
- 2021年10月のダイヤ改正で廃止された。

信砂御料線
信砂 - 御料
- 一部の便は御料で北海道中央バス和線（現在は乗り入れていない）に接続していた。

留萌藤山線
留萌十字街 - 藤山
- 留萌峠下線に統合。

羽幌上羽幌線
羽幌ターミナル - 上羽幌
- 廃止後は羽幌町スクールバスが有償運送。

羽幌曙線
羽幌ターミナル - 築別駅 - 曙
- 廃止後は羽幌町スクールバスが有償運送。

羽幌港線
羽幌駅前 - 羽幌フェリーターミナル
- 国鉄羽幌線の急行はぼろに合わせて運行。

遠別泉源線
遠別営業所 - 天塩 - 雄信内 - 泉源
遠別営業所 - 天塩 - 雄信内 - 泉源 - 南雄信内
- 廃止後は天塩町がみやび観光に運行委託。

遠別天塩線
遠別営業所 - 乙和園 - 更岸中央 - 天塩中学校前 - 天塩
- 天塩更岸線（学生対策便）と遠別更岸線に系統を分割したが、どちらの路線も後年廃止されている。

天塩更岸線
41 天塩高校前 - 天塩 - 天塩中学校前 - 更岸中央 - 乙和園
- 天塩高校への通学路線として運行されていた遠別天塩線を天塩町内のみの運行に短縮したもの。2023年9月30日限りで廃止。

遠別問寒別線
遠別営業所 - 天塩 - 雄信内 - 問寒別
遠別中川線
遠別営業所 - 天塩 - 雄信内 - 中川駅
上遠別線
遠別営業所 - 遠別 - 30号
清川線
遠別営業所 - 遠別 - 第2啓明 - 清川3
- 上遠別線と清川線はデマンド運行で、前日17時までに遠別営業所に予約がない場合は運休していた。廃止後は遠別町が北星観光に委託の上デマンド運行を継続。

豊富江辺頃別線
豊富駅 - 豊富温泉 - 江辺頃別
- 一部の系統は稚内駅前ターミナルまで直通運転した。

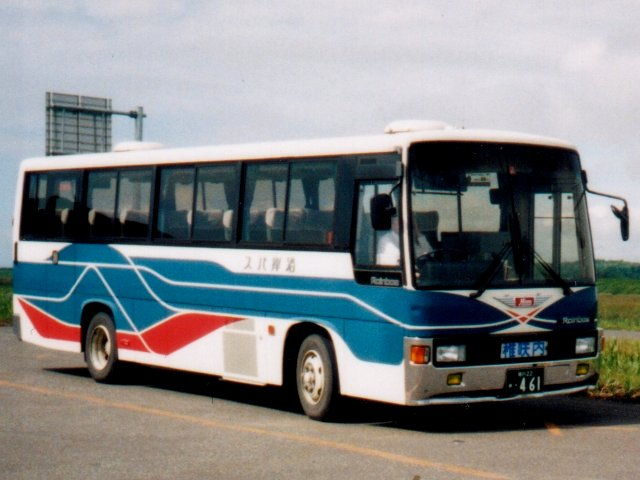
サロベツ線
豊富駅 - 西5条5丁目（豊富牛乳公社前） - サロベツ原生花園 - 稚咲内第2
- 1955年（昭和30年）に運行を開始した。サロベツ原野を走り、北海道らしい景色を楽しめる路線として人気だった。道北観光の最盛期だった昭和40年 - 50年代には年間4万人を越す乗車があったが、2019年度には1,135人にとどまった。2021年（令和3年）3月31日の運行をもって廃止された。廃止前は夏期間3往復、冬期間2往復が運行されていた。
- 西5条5丁目（豊富牛乳公社前） - 稚咲内第2間において、停留所以外でも乗降を取扱うフリー乗降を行っていた。
- 廃止後の代替交通は豊富ハイヤーとされている。また、かつてのバス料金と同額で乗車できる制度がある。

豊富稚内線
稚咲内 - 原生花園 - 豊富駅 - 稚内駅前ターミナル
江辺頃別 - 豊富温泉 - 豊富駅 - 稚内駅前ターミナル
- 宗谷バスと共同運行。

急行羽幌稚内線
羽幌ターミナル - 本社ターミナル - 遠別営業所 - 天塩 - 豊富駅 - 稚内駅前ターミナル
羽幌ターミナル - 本社ターミナル - 遠別営業所 - 天塩 - 稚咲内第2 - 稚内駅前ターミナル
- 宗谷バスと共同運行。

特急留萌札幌線
留萌十字街 - 深川十字街 - 札幌五番館前
- 北海道中央バス札留線と相互乗り入れ。

豊富幌延循環線
豊富駅 → 下沼南 → 幌延駅 → 豊富温泉 → 豊富駅（登校便）
幌延駅 → 豊富温泉 → 豊富駅 / 豊富駅 → 下沼南 → 幌延駅（下校便）
- 豊富高校の登校日に合わせて運行。午前授業日は登校便のみ運転。

共和線
中川駅 - 佐久 - 共和
豊富温泉線
豊富駅 → 豊富温泉 → スキー場前
- 1日1本、豊富駅で乗客がいる場合のみ運行。豊富駅以降の各停留所（大通9丁目 - スキー場前）は降車のみ扱い。札幌発の特急列車「サロベツ」、稚内発の特急列車「スーパー宗谷4号」と接続していた。2017年3月4日のJR北海道のダイヤ改正によりサロベツが豊富留萌線に接続が可能となったことから、2017年4月1日廃止。

#### 留萌市内線
- いずれも2019年4月1日のダイヤ改正で廃止。循環線は時間帯により2系統・5系統・6系統・7系統にスイッチしていた。方向幕と音声アナウンスは留萌税務署前で切り替わっていた。

2 平和台南町線（循環）
留萌十字街 - 沖見団地 - 平和台 - 留萌駅前 - 自衛隊正門前 - 第2南町 - 留萌高校正門前 - 留萌市立病院 - 留萌駅前 - 留萌十字街
留萌十字街 - 沖見団地 - 平和台 - 留萌駅前 - 留萌高校正門前 - 留萌市立病院 - 第2南町 - 自衛隊正門前 - 留萌駅前 - 留萌十字街
3 大町南町線
大町 - 留萌駅前 - 東雲町1丁目 - 留萌高校正門前 - 留萌市立病院 - 第2南町 - 自衛隊正門前 - 留萌駅前 - 留萌十字街 - 大町
大町 - 留萌駅前 - 自衛隊正門前 - 第2南町 - 留萌高校正門前 - 留萌市立病院 - 東雲町1丁目 - 留萌駅前 - 留萌十字街 - 大町
4 大町潮静線
大町 - 留萌駅前 - 合同庁舎前 - 留萌高校正門前 - 留萌市立病院 - 東橋 - 潮静団地前 - 潮静第2
潮静第2 - 東橋 - 留萌市立病院 - 留萌高校正門前 - 合同庁舎前 - 留萌駅前 - 留萌十字街 - 大町
5 平和台南町線（循環）
留萌十字街 - 沖見団地 - 平和台 - 留萌駅前 - 合同庁舎前 - 自衛隊正門前 - 第2南町 - 留萌高校正門前 - 留萌市立病院 - 合同庁舎前 - 留萌駅前 - 留萌十字街
留萌十字街 - 沖見団地 - 平和台 - 留萌駅前 - 合同庁舎前 - 留萌高校正門前 - 留萌市立病院 - 第2南町 - 自衛隊正門前 - 合同庁舎前 - 留萌駅前 - 留萌十字街
6 沖見南町線（循環）
留萌十字街 - 沖見団地 - 留萌駅前 - 自衛隊正門前 - 第2南町 - 留萌高校正門前 - 留萌市立病院 - 留萌駅前 - 留萌十字街
留萌十字街 - 沖見団地 - 留萌駅前 - 留萌高校正門前 - 留萌市立病院 - 第2南町 - 自衛隊正門前 - 留萌駅前 - 留萌十字街
7 沖見十字街線
留萌十字街 - 沖見団地 - 留萌十字街
10 大町南町線（平和台経由）
大町 - 留萌駅前 - 自衛隊正門前 - 第2南町 - 留萌高校正門前 - 留萌市立病院 - 東雲町1丁目 - 留萌駅前 - 留萌十字街 - 沖見団地 - 平和台 - 留萌十字街 - 大町
- 平日のみ運行。

11 大町南町線（平和台経由）
大町 - 留萌十字街 - 沖見団地 - 平和台 - 留萌駅前 - 自衛隊正門前 - 第2南町 - 留萌高校正門前 - 留萌市立病院 - 東雲町1丁目 - 留萌駅前 - 留萌十字街 - 大町
- 平日のみ運行。

#### 別苅雄冬線
- 2024年9月30日の運行を最後に廃止された[3]。

運行区間
25：（ 24 留萌別苅線 ⇔ ）大別苅 - 岩老 - 雄冬
運行本数
3往復
所要時間
17分
概要
雄冬は1976年に国道231号が開通するまで「道なき陸の孤島」と呼ばれ、旅客交通や物流・医療などの面で長らく不便を強いられてきた。1976年に悲願の国道231号が開通すると留萌方面への利便性が飛躍的に高まるとともに、増毛・留萌への定期路線バスの運行が始まった。当初は冬季運休の季節運行だったが、大別苅トンネルの開通に伴い通年運行となった。
全便とも大別苅で24系統留萌別苅線の留萌市立病院行きとなったが、運賃は通算されなかった。

## 貸切バス

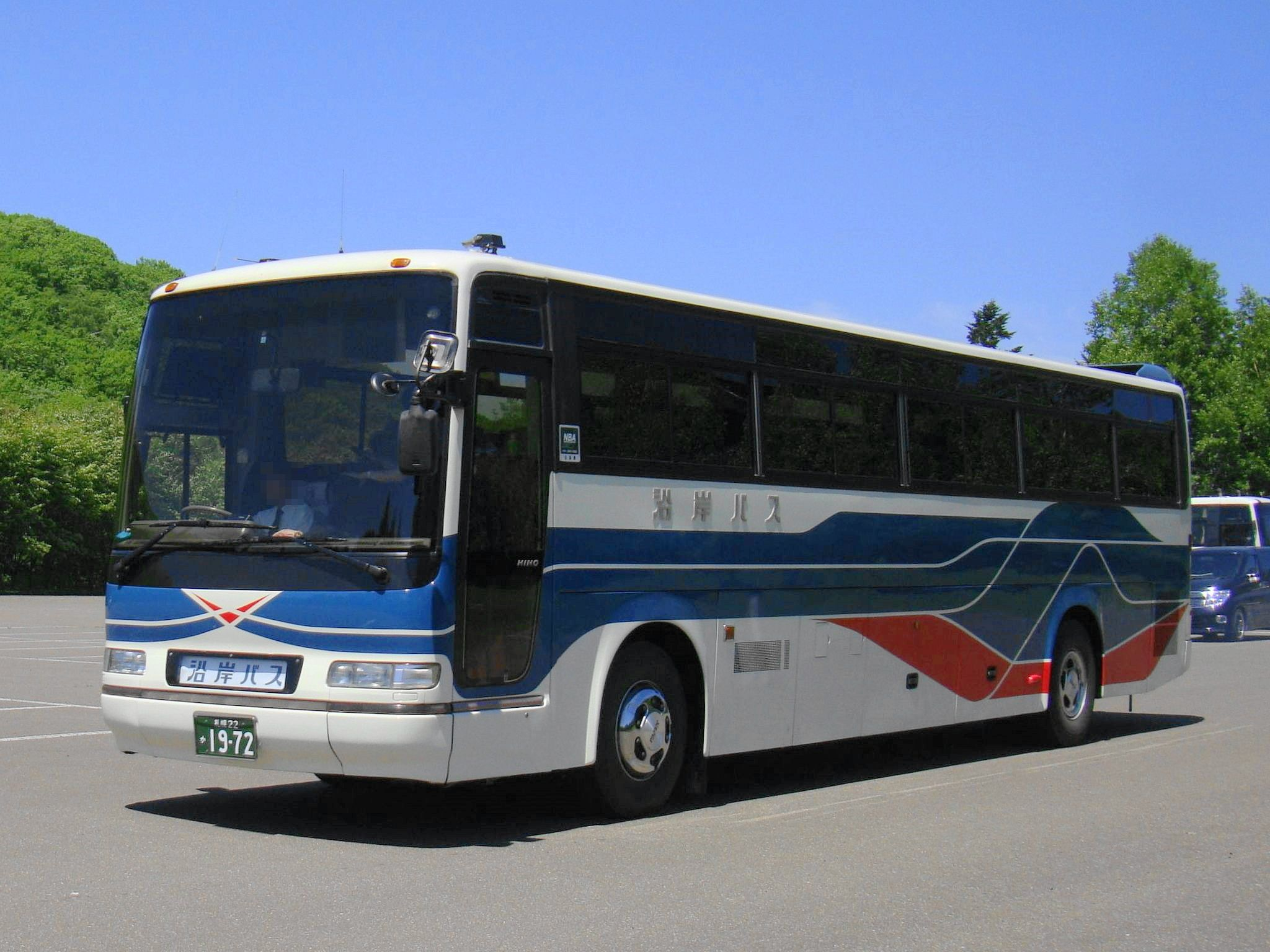
貸切バス一例

貸切バス事業は、通常は利尻郡と礼文郡を除く旭川運輸支局管内と札幌運輸支局管内での発着が認められているが、貸切バス事業者安全性評価認定制度による優良事業者に限定した営業区域の弾力的な運用による特例で、2025年（令和7年）4月1日現在北海道全域となっている

## 車両
三菱・日野・日産ディーゼルを使用している。一般路線車は全車ノンステップ・ワンステップ車である。自社発注の車両が多数だが、一部には東急バスなどからの移籍車もある。
幌延留萌線で運行される車両は運行距離の長さゆえ、就役から引退までの約10年間での走行距離が100万キロに及んだものもある。

## 沿岸バスとインターネット
同社はバスファンやインターネットユーザーを対象とした企画、オリジナルの萌えキャラクター「萌えっ子」を起用した企画などにも意欲的に取り組んでいる。キャラクターについての詳細は萌えっ子フリーきっぷの項を参照。

### 特殊ツアー
2ちゃんねる上の書き込みから生まれたバスツアー。2005年春に2ちゃんねる「バス・バス路線板」の沿岸バススレッドに日本海オロロンライン縦断ツアーの要望が寄せられ、同社の企画担当者を動かすに至った。担当者は「札幌発着で1泊2日2万2000円」という大枠だけを設定し、行程は2ちゃんねる内で提案を募った。2ちゃんねらーからは、旧国鉄羽幌線の廃線跡・羽幌炭鉱の廃墟やサロベツ原野探訪、路線バス乗車体験やバス営業所見学などの要望が寄せられ、最終的には「1泊2日ではもったいないぐらい高密度な旅程」に仕上がった。以降も続編を実施しており、未成線の名羽線や秘境駅で知られる小幌駅、北海道電力泊原子力発電所に立ち寄るなど、一般的なバスツアーとは趣が異なる。
2008年9月をもって「2ちゃんねるツアー」としては幕を閉じたが、「2ちゃんねるツアー」ではない「特殊ツアー」（後述）は引き続き行われている。
- 2005年8月 陸の孤島雄冬と豊富温泉・羽幌炭鉱2日間（「2ちゃんねるツアー」第1弾）
- 2006年8月 サロベツ原生花園、宗谷岬と幻の鉄道・名羽線3日間（「2ちゃんねるツアー」第2弾）
- 2007年
  - 6月 海鳥達の楽園・天売島、深名線遺構巡り4日間（「2ちゃんねるツアー」第3弾）
  - 10月 産業遺産の旅、羽幌炭鉱と幻の鉄道・名羽線2日間（2ちゃんねるツアーの外郭企画）
- 2008年
  - 2月 路線バスで行く豊富温泉3日間（※特選バスツアー）
  - 5月 黒歴史と中空知産業遺産2日間（※特選バスツアー）
  - 7月 快走アイリスライナーで行くぬれ煎餅の里、銚子電鉄
  - 9月 スペランカー号で行く秘境小幌駅と寿都・積丹・泊原発3日間（「2ちゃんねるツアー」第4弾）
- 2009年
  - 6月 天売島善知鳥ウォッチングと失われた炭都・羽幌炭鉱2日間（※特選バスツアー）
  - 9月 日本一の秘境駅　北海道・小幌駅を訪ねる最後の旅2日間

※2005年 - 2008年の詳細は、沿岸バス公式サイトのアーカイブを参照。
このバスツアーは、徐々にマスメディアを介して世間一般に知られるようになっており、2007年6月16日読売新聞北海道版朝刊に「2ちゃんねる利用者と企画・沿岸バスでオフ会ツアー」が、2008年2月5日北海道新聞夕刊に全国初の赤字路線バスを利用したバスツアーが紹介された。
2ちゃんねるツアーとは別に、産業遺産や炭鉱跡を巡るバスツアーや、同じ2ちゃんねるで話題になった銚子電気鉄道と提携して、2008年7月20日に東京発着の日帰りバスツアーを実施しており、これらを総じて「特殊ツアー」と呼ぶ。銚子のツアーの際には、貸切バスの愛称としてトラベルプランニングオフィスのツアーバス「アイリスライナー」のパロディとして「快走アイリスライナー」と命名された。この銚子ツアーの内容は、同年8月9日のテレビ北海道の「けいざいナビ」で取り上げられている。

### エイプリルフール
例年、4月1日のエイプリルフールにジョーク記事を配信することで知られている。また、2017年分をもって企画終了が隠し文字で告知されていた。
- 2006年　「バーボンハウスへようこそ」
- 2007年　「はにわっく湾岸」「ハレ晴レユカイ」
- 2008年　「はにわっく湾岸OO（ダブルオー）」「スペランカー号で行く道南3日間」
- 2009年　「エイプリルフールも全力投球！沿岸バスの特殊企画続々進行中！」
この年は同じくジョーク記事で知られる阪神電気鉄道とのコラボレーションが組まれた。大半は詳細をクリックすると「本日はエイプリルフールです」と表示されたが、萌えっ子フリーきっぷだけは2009年5月1日に本当に発売された[64][65][66][67]。
- 2010年　「4月1日はエイプリルフールですが沿岸バスの路線は平常通りです」
この年は「乗換案内」で有名なジョルダンとのコラボレーションで、「もえる乗換案内」を提供[68]。また「萌えっ子フリーきっぷ」の第2弾として「オトコの娘フリーきっぷ」を発売するとした[69]。
- 2011年　「絶対領域きっぷはじめます。」
この年はTOP画面に町立さくらんぼ小学校の貸切ステッカーを手にした絶対領域（ニーソックス姿）のバスガイドのイラストをあしらった。その一方で「萌えっ子フリーきっぷ」の第3弾として「絶景領域・萌えっ子フリーきっぷ」を発売するとした[70]。また、「乗りつぶし」記録サイトとして有名な乗りつぶしオンラインとのコラボレーションで、「乗りつぶしオロロンライン」を提供していた。このサービスはエープリルフール企画ではあったが、その後約12年間提供され、2023年6月8日に終了した[71]。
- 2012年　「奇跡のコラボレーション。沿岸バスの萌えっ娘フリーきっぷにいまいち萌えない娘が参戦します。」
神戸新聞とのコラボで「いまいち萌えない娘」が萌えっ娘フリーきっぷに登場するとした。
- 2013年　「スクール水着は、ニッポンの文化です！」
「絶景領域・萌えっ子フリーきっぷにJS（女子小学生）が登場!」「沿岸バスのファンアプリがお客様をエスコートします!」「スクール水着+セーラー服のラッピングバスが登場!」 の3つが発表され、翌日「萌えっ子第5シーズン」として実現した[72][73]。
- 2014年　「萌えるカード　沿岸バスのモエカ計画はじまります」・「特急はぼろ号　次の時代へ。新型車両を導入します。」
増毛智恵理扮する「魔法少女マジカルチェリー」のイラストを添えたICカード乗車券「MOECA」の導入、特急はぼろ号にジャイアントパンダバスの投入を行うとした。
- 2015年　「特急はぼろ号 1/1スケールモデルを発売します」・「萌えっ子フリーきっぷ 新シーズン始動！ゲストキャラが登場します！」
限定1台・1台5000万円の「特急はぼろ号車両1/1スケールモデル」を発売、萌えっ子フリーきっぷにゲストキャラクターとして藤沢市非公認PRキャラクター「江ノ島さんぽ」と自衛隊宮城地方協力本部による擬人化イージス艦キャラクター「宮城の方からやってきたこんごう型2番艦」を起用するとした。
- 2016年「沿岸バスの萌えっ子フリーキップは、新シーズンへ」「絶景領域・萌えっ子ラッピングバスを1名様にお譲りします。」
萌えっ子フリーきっぷにゲストキャラクターとしてトミーテック・THEバスコレクションキャラクター「バスコレ子さん」とITmedia・ねとらぼキャラクター「ITちゃん」の起用、高速バスはぼろ号「絶景領域・萌えっ子ラッピングバス」の希望者1名への譲渡を行うとした。
- 2017年「本日は昭和62年4月1日 エイプリルフールですが、平常運行です」
今回はTOPで1987年（昭和62年）4月1日側を選ぶと当時の時刻表ページの案内に変更している[63]。また、通常案内や萌えっ子フリーきっぷに関しては2017年4月1日側のページで掲示している。

2018年分の「萌えっ子フリーきっぷ」は、エイプリルフール企画はせずに通常案内で発売され、「萌えっ子キャラクター」での缶バッジのグッズ販売企画に変更している。

### 増毛チョロQ
2006年にはナンバープレートを「け・2323」（「毛・ふさふさ」）、行先方向幕に「増毛（ましけ）」を表示したオリジナルの「増毛チョロQ」を製作している。パッケージ内側には「大ちゃん」と「クマー」のアスキーアートが仕込まれて話題となった。なお、使用については当時の2ちゃんねる管理人ひろゆきの許諾を受けている。2007年1月に朝日新聞や日刊スポーツで相次いで「増毛チョロQ」が取り上げられた。この反応に対して公式サイトでは「（増毛効果について）実際には科学的な根拠は実証されておりません。頭髪の問題に関しては専門の医療機関に相談か、増毛神社・豊富神社への願掛けをお勧めします」と表記された。その後「増毛チョロQ」の販売は終了しているが、インターネットオークションで高値が付いている。

### VOCALOID
高速バス特急はぼろ号の車内放送のBGMにVOCALOIDシリーズで制作された曲が使用されている。2009年7月1日より8月31日まで羽幌町内循環バス「ほっと号」に全国初のVOCALOIDバス「トエトのレトロなメロディバス」を運行した。外部のスピーカーより巡音ルカの歌う「トエト」が流れる。また車内には一般から公募したイラストを掲示していた。

### 君に届け
羽幌町出身の椎名軽穂の漫画『君に届け』の作中に登場する神社やビーチなどの聖地巡礼スポットを、バスのアクセスを含め公式サイト上で紹介している。

## 関連会社
- 沿岸ハイヤー